# Craspedochiton cornutus
Craspedochiton cornutus är en blötdjursart som först beskrevs av Torr och Edwin Ashby 1898.  Craspedochiton cornutus ingår i släktet Craspedochiton och familjen Acanthochitonidae. Inga underarter finns listade i Catalogue of Life.